# Clare Wood
| jaar | rang enkelspel | rang dubbelspel |
| ---- | -------------- | --------------- |
| 1985 | 304            | –               |
| 1986 | 283            | 166             |
| 1987 | 171            | 238             |
| 1988 | 143            | 145             |
| 1989 | 181            | 217             |
| 1990 | 149            | 148             |
| 1991 | 130            | 64              |
| 1992 | 175            | 94              |
| 1993 | 87             | 95              |
| 1994 | 136            | 71              |
| 1995 | 184            | 109             |
| 1996 | 244            | 73              |
| 1997 | 586            | 75              |
| 1998 | –              | 712             |

Clare Jacqueline Wood (Zululand, 8 maart 1968) is een voormalig tennisspeelster uit het Verenigd Koninkrijk, waar zij de eerste plaats op de nationale ranglijst bereikte. Wood speelt rechtshandig. Zij was actief in het proftennis van 1984 tot en met 1998.

## Loopbaan

### Enkelspel
Wood debuteerde in 1984 op het ITF-toernooi van Peterborough (Engeland). Zij stond in 1986 voor het eerst in een finale, op het ITF-toernooi van Lissabon (Portugal) – hier veroverde zij haar enige enkelspeltitel, door de Spaanse María José Llorca te verslaan.
In 1985 speelde Wood voor het eerst op een grandslamtoernooi, op Wimbledon. Zij kwalificeerde zich in 1987 voor het eerst voor een WTA-hoofdtoernooi, op het Tier V-toernooi van Straatsburg. Zij bereikte er de tweede ronde. In 1988 nam Wood deel aan de Olympische Spelen in Seoel, en in 1996 aan de Olympische Spelen in Atlanta – zij strandde in beide gevallen in de eerste ronde. Haar beste resultaat op de WTA-toernooien is het bereiken van de kwartfinale, op het Tier II-toernooi van Brighton in 1993.
Haar beste resultaat op de grandslamtoernooien is het bereiken van de derde ronde, op het Australian Open 1991. Haar hoogste notering op de WTA-ranglijst is de 77e plaats, die zij bereikte in mei 1994.

### Dubbelspel
Wood behaalde in het dubbelspel betere resultaten dan in het enkelspel. Zij debuteerde in 1984 op het ITF-toernooi van Peterborough (Engeland), samen met landgenote Suzie Mair. Zij stond in 1986 voor het eerst in een finale, op het ITF-toernooi van San Antonio (VS), samen met de Zuid-Afrikaanse Dianne Van Rensburg – zij verloren van het Nederlandse duo Manon Bollegraf en Marianne van der Torre. Later dat jaar veroverde Wood haar eerste titel, op het ITF-toernooi van Croydon (Engeland), samen met landgenote Valda Lake, door het Nederlandse duo Digna Ketelaar en Simone Schilder te verslaan. In totaal won zij zes ITF-titels, de laatste in 1998 in Jaffa (Israël).
In 1987 speelde Wood voor het eerst op een WTA-hoofdtoernooi, op het toernooi van Eastbourne, samen met landgenote Valda Lake. In 1988 nam zij ook in het dubbelspel deel aan de Olympische Spelen in Seoel, evenals in 1992 aan de Olympische Spelen in Barcelona, weer zonder enige winst te boeken. Zij stond in 1991 voor het eerst in een WTA-finale, op het toernooi van Wellington, samen met landgenote Belinda Borneo – zij verloren van het koppel Jo-Anne Faull en Julie Richardson. Een jaar later veroverde Wood haar enige WTA-titel, op datzelfde toernooi van Wellington, met dezelfde partner, waarbij zij afrekenden met hetzelfde koppel dat hen een jaar eerder de eindzege onthield. Bij haar deelname in 1996 aan de Olympische Spelen in Atlanta bereikte zij samen met Valda Lake de kwartfinale.
Haar beste resultaat op de grandslamtoernooien is het bereiken van de derde ronde. Haar hoogste notering op de WTA-ranglijst is de 59e plaats, die zij bereikte in oktober 1996.

#### Gemengd dubbelspel
Haar beste resultaat in deze discipline is het bereiken van de kwartfinale, op Wimbledon 1995 samen met landgenoot Mark Petchey.

### Tennis in teamverband
In de periode 1988–1997 maakte Wood deel uit van het Britse Fed Cup-team – zij behaalde daar een winst/verlies-balans van 34–18. In 1990 bereikten zij de kwartfinale van de Wereldgroep.
Driemaal (1987–88–89) vertegenwoordigde zij het Verenigd Koninkrijk bij de Wightman Cup. De Amerikaanse tegenstandsters gingen evenwel alle drie edities met de eer strijken. Na 1989 is de Hopman Cup niet meer georganiseerd.

### Latere loopbaan
Nadat zij het actieve beroepstennis vaarwel had gezegd, werd Wood tennis-official. Van 1999 tot 2002 was zij toernooisupervisor bij de WTA. Daarna werd zij assistent-scheidsrechter op Wimbledon. Deze functie vervulde zij ook op de Olympische Spelen van 2004 (Athene) – voor de Spelen van 2012 (Londen) werd zij aangesteld als Tennis Competition Manager.

## Palmares
| Legenda                |
| ---------------------- |
| Grandslamtoernooi      |
| Olympische Spelen      |
| Year-End Championships |
| Tier I                 |
| Tier II                |
| Tier III               |
| Tier IV & V            |

### WTA-finaleplaatsen enkelspel
geen

### WTA-finaleplaatsen vrouwendubbelspel
| nr.              | finale     | toernooi       | ondergrond | partner        | tegenstandsters                | score         |
| ---------------- | ---------- | -------------- | ---------- | -------------- | ------------------------------ | ------------- |
| gewonnen finales |            |                |            |                |                                |               |
| 1.               | 1992-02-09 | WTA Wellington | hardcourt  | Belinda Borneo | Jo-Anne Faull Julie Richardson | 6-0, 7-6      |
| verloren finales |            |                |            |                |                                |               |
| 1.               | 1991-02-10 | WTA Wellington | hardcourt  | Belinda Borneo | Jo-Anne Faull Julie Richardson | 6-2, 5-7, 6-7 |

### Gewonnen ITF-toernooien enkelspel
| nr. | finale     | toernooi | dotatie  | ondergrond | tegenstandster in finale | score    |
| --- | ---------- | -------- | -------- | ---------- | ------------------------ | -------- |
| 1.  | 1986-09-08 | Lissabon | $ 10.000 | gravel     | María José Llorca        | 6-2, 6-2 |

### Gewonnen ITF-toernooien dubbelspel
| nr. | finale     | toernooi    | dotatie  | ondergrond | partner       | tegenstandsters in finale      | score         |
| --- | ---------- | ----------- | -------- | ---------- | ------------- | ------------------------------ | ------------- |
| 1.  | 1986-11-17 | Croydon     | $ 10.000 | tapijt (i) | Valda Lake    | Digna Ketelaar Simone Schilder | 7-6, 2-6, 7-5 |
| 2.  | 1995-07-17 | Wilmington  | $ 25.000 | hardcourt  | Tessa Price   | Catherine Barclay Audra Keller | 3-6, 6-1, 6-1 |
| 3.  | 1996-02-26 | Southampton | $ 50.000 | tapijt (i) | Valda Lake    | Laura Golarsa Tina Križan      | 6-4, 4-6, 6-3 |
| 4.  | 1996-08-12 | The Bronx   | $ 25.000 | hardcourt  | Nanne Dahlman | Liezel Horn Christína Papadáki | 6-2, 6-3      |
| 5.  | 1997-02-24 | Bushey      | $ 25.000 | tapijt (i) | Olha Loehina  | Kirstin Freye Olena Tatarkova  | 7-6, 6-7, 6-1 |
| 6.  | 1998-03-16 | Jaffa       | $ 10.000 | hardcourt  | Helen Reesby  | Limor Gabai Kate Warne-Holland | 7-5, 7-5      |

## Resultaten grandslamtoernooien
| Legenda | Legenda                          |
| ------- | -------------------------------- |
| g.t.    | geen toernooi gehouden           |
| l.c.    | lagere categorie                 |
| –       | niet deelgenomen                 |
| G       | uitgeschakeld in de groepsfase   |
| 1R      | uitgeschakeld in de eerste ronde |
| 2R      | uitgeschakeld in de tweede ronde |
| 3R      | uitgeschakeld in de derde ronde  |
| 4R      | uitgeschakeld in de vierde ronde |
| KF      | uitgeschakeld in de kwartfinale  |
| HF      | uitgeschakeld in de halve finale |
| F       | de finale verloren               |
| W       | het toernooi gewonnen            |
| w-v     | winst/verlies-balans             |

### Enkelspel
| toernooi        | 1985 |    | 1987 | 1988 | 1989 | 1990 | 1991 | 1992 | 1993 | 1994 | 1995 | 1996 | 1997 |
| --------------- | ---- | -- | ---- | ---- | ---- | ---- | ---- | ---- | ---- | ---- | ---- | ---- | ---- |
| Australian Open | –    | –  | 1R   | 1R   | 1R   | 3R   | 1R   | 1R   | 1R   | –    | 1R   | –    |      |
| Roland Garros   | –    | –  | 1R   | –    | –    | 1R   | –    | 1R   | 2R   | –    | –    | –    |      |
| Wimbledon       | 1R   | 1R | 1R   | 2R   | 1R   | 1R   | 1R   | 2R   | 1R   | 1R   | 1R   | 1R   |      |
| US Open         | –    | –  | 1R   | –    | 2R   | 1R   | 2R   | 2R   | 1R   | –    | –    | –    |      |

### Vrouwendubbelspel
| toernooi        | 1987 | 1988 | 1989 | 1990 | 1991 | 1992 | 1993 | 1994 | 1995 | 1996 | 1997 | 1998 |
| --------------- | ---- | ---- | ---- | ---- | ---- | ---- | ---- | ---- | ---- | ---- | ---- | ---- |
| Australian Open | –    | 1R   | 1R   | 1R   | 2R   | 3R   | 2R   | 2R   | 1R   | 3R   | 2R   | 1R   |
| Roland Garros   | –    | –    | 1R   | –    | 3R   | 3R   | 1R   | 1R   | 1R   | 2R   | 1R   | –    |
| Wimbledon       | 1R   | 1R   | 2R   | 1R   | 2R   | 1R   | –    | 1R   | 2R   | 1R   | 3R   | –    |
| US Open         | –    | –    | 1R   | –    | 2R   | 2R   | 1R   | 1R   | 1R   | 1R   | 1R   | –    |

### Gemengd dubbelspel
| toernooi        | 1989 |    | 1991 | 1992 | 1993 | 1994 | 1995 | 1996 | 1997 | w-v |
| --------------- | ---- | -- | ---- | ---- | ---- | ---- | ---- | ---- | ---- | --- |
| Australian Open | –    | –  | 1R   | –    | –    | –    | –    | –    | 0-1  |     |
| Roland Garros   | –    | 1R | 3R   | –    | –    | 3R   | –    | 1R   | 4-4  |     |
| Wimbledon       | 1R   | 1R | 1R   | 2R   | 1R   | KF   | 1R   | 2R   | 5-8  |     |
| US Open         | –    | –  | –    | –    | –    | –    | –    | –    | 0-0  |     |